# ویشال پاندیا
ویشال پاندیا (انگلیسی: Vishal Pandya) کارگردان فیلم اهل هند است.
وی کارگردان فیلم‌های داستان نفرت ۲، داستان نفرت ۳ و داستان نفرت ۴ بوده‌است.